# 경기도성남교육지원청
경기도성남교육지원청(京畿道城南敎育支援廳, Seongnam Office of Education)은 경기도 성남시를 관할하는 경기도교육청 산하의 교육지원청이다.
교육장은 장학관으로 보한다.

## 산하기관

### 초등학교
수정구
| - 금빛초등학교 - 단대초등학교 - 복정초등학교 - 성남북초등학교 | - 성남서초등학교 - 성남수정초등학교 - 성남신흥초등학교 - 성남양지초등학교 | - 성남초등학교 - 성수초등학교 - 수진초등학교 | - 왕남초등학교 - 태평초등학교 - 희망대초등학교 |

분당구
| - 구미초등학교 - 낙생초등학교 - 내정초등학교 - 늘푸른초등학교 - 당촌초등학교 - 돌마초등학교 - 백현초등학교 - 보평초등학교 - 분당초등학교 - 불곡초등학교 | - 불정초등학교 - 산운초등학교 - 상탑초등학교 - 서당초등학교 - 서현초등학교 - 성남매송초등학교 - 성남미금초등학교 - 성남송현초등학교 - 성남신기초등학교 - 성남장안초등학교 | - 성남정자초등학교 - 성남화랑초등학교 - 수내초등학교 - 신백현초등학교 - 안말초등학교 - 야탑초등학교 - 양영초등학교 - 오리초등학교 - 운중초등학교 | - 이매초등학교 - 중탑초등학교 - 청솔초등학교 - 초림초등학교 - 탄천초등학교 - 판교초등학교 - 하탑초등학교 - 한솔초등학교 |

중원구
| - 검단초등학교 - 금상초등학교 - 단남초등학교 - 대원초등학교 - 대일초등학교 | - 대하초등학교 - 도촌초등학교 - 상대원초등학교 - 상원초등학교 | - 성남동초등학교 - 성남여수초등학교 - 성남은행초등학교 - 성남제일초등학교 | - 성남중앙초등학교 - 중부초등학교 - 중원초등학교 - 하원초등학교 |

### 중학교
수정구
| - 상원여자중학교 - 성남문원중학교 - 성남서중학교 | - 성남여자중학교 - 수진중학교 | - 창성중학교(2017.3.1 개교) | - 풍생중학교 |

분당구
| - 구미중학교 - 낙원중학교 - 내정중학교 - 늘푸른중학교 - 매송중학교 - 백현중학교 - 보평중학교 | - 분당중학교 - 불곡중학교 - 삼평중학교 - 샛별중학교 - 서현중학교 - 송림중학교 - 수내중학교 | - 신백현중학교 - 야탑중학교 - 양영중학교 - 운중중학교 - 이매중학교 - 이우중학교 | - 장안중학교 - 정자중학교 - 청솔중학교 - 판교중학교 - 하탑중학교 |

중원구
| - 금광중학교 - 대원중학교 - 도촌중학교 | - 동광중학교 - 성남동중학교 - 성남중학교 | - 성일중학교 - 숭신여자중학교 - 영성중학교 | - 은행중학교 |

## 같이 보기
- 대한민국 교육부